# Аркона (мыс)
Мыс Аркона (нем. Kap Arkona), устар. Аркон  — высокий берег (45 м) из мела и мергеля на полуострове Виттов на севере острова Рюген, местонахождение древнего святилища полабских славян — руян.
Природный памятник Мыс Аркона рядом с деревней рыбаков Витт относится к коммуне Путгартен и является одним из самых популярных туристических объектов Рюгена (ежегодно около 800 000 посетителей).
У мыса находится два маяка, два военных бункера, славянская крепость и несколько туристических зданий (рестораны, сувенирные магазинчики). На западной стороне мыса находится кольцеобразный вал, в котором помещался храм вендского бога Святовита. Датский король Вальдемар I Великий взял этот укрепленный пункт 15 июня 1168 года, сжёг храм вместе с идолом и увёз сокровища храма в Данию. В 1827 над валом был построен маяк.
Меньший из двух маяков был построен в 1826—1827 годах по проекту Шинкеля. Введён в эксплуатацию в 1828 году. Его высота составляет 19,3 м. Высота огня в нём 60 м над уровнем моря.
Мыс Аркона часто неправильно называют самой северной точкой острова Рюген. Примерно на расстоянии 1 км в северо-западном направлении находится место с названием Геллорт, которое и является самой северной точкой.
Построенный в 1927 году пароход «Кап Аркона» был назван в честь мыса.